# Dominique Erlanger
Pour les articles homonymes, voir Erlanger.
Dominique Erlanger est une actrice française.

## Filmographie

### Cinéma
- 1966 : L'Attentat: La belle inconnue
- 1969 : Traquenards de Jean-François Davy : Olga
- 1971 : La Débauche: La tapineuse
- 1972 : Le Seuil du vide: Wanda Leibowitz
- 1973 : Prenez la queue comme tout le monde: La cliente conquise
- 1974 : Q : la journaliste
- 1974 : Femmes femmes: la cliente du bistrot
- 1975 : Change pas de main: Domino
- 1975 : La chatte sur un doigt brûlant: une femme à l'enterrement
- 1976 : Soupirs profonds: la cosmonaute
- 1976 : La Marge:
- 1977 : Julie était belle: Elvire
- 1978 : Dora et la lanterne magique
- 1978 : La Tortue sur le dos: la libraire
- 1978 : Les Filles du régiment: Ginette
- 1978 : L'Honorable Société: Simone de Marcilly
- 1979 : Corps à cœur
- 1979 : Qu'il est joli garçon l'assassin de papa ou Arrête de ramer, t'attaques la falaise !: l'infante
- 1980 : Confidences d'une petite culotte: Mlle Lutrin
- 1980 : Cauchemar: Clara
- 1981 : Merry-Go-Round: La secrétaire
- 1981 : Si ma gueule vous plaît: Me Karish, l'avocate
- 1981 : L'Indiscrétion: la femme dans le métro
- 1982 : La Côte d'amour
- 1983 : Les Planqués du régiment: L'espionne russe
- 1984 : Jeans Tonic: Ariane's Mother
- 1986 : L'Exécutrice: Madame Wenders

### Télévision
- 1973 : Le double assassinat de la rue Morgue (Téléfilm): La préposée au journal
- 1975 : Saint-Just ou la force des choses (Téléfilm): Charlotte Corday
- 1981 : Pause-café, pause tendresse (série TV) (1 épisode): Mme Mazovitch
- 1981 : L'inspecteur mène l'enquête (série TV) (1 épisode)
- 1986 : Mademoiselle B (Téléfilm): Martine